# Chacara (São Tomé)
Chacara ist ein Stadtteil der Hauptstadt São Tomé auf der Insel São Tomé im Inselstaat São Tomé und Príncipe. 2012 wurden 1500 Einwohner geschätzt.

## Geographie
Der Ort liegt im Südwesten zwischen den Vierteln Água Porca und Madre Deus.